# El Rinconcito
El Rinconcito är en ort i Mexiko.   Den ligger i kommunen Pueblo Nuevo Solistahuacán och delstaten Chiapas, i den sydöstra delen av landet, 700 km öster om huvudstaden Mexico City. El Rinconcito ligger 1 864 meter över havet och antalet invånare är 287.
Terrängen runt El Rinconcito är bergig norrut, men söderut är den kuperad. Runt El Rinconcito är det ganska tätbefolkat, med 80 invånare per kvadratkilometer. Närmaste större samhälle är Pueblo Nuevo Jolistahuacan, 9,9 km söder om El Rinconcito. Omgivningarna runt El Rinconcito är en mosaik av jordbruksmark och naturlig växtlighet.